# 42P/Neujmin
42P/Neujmin (denumită și cometa Neujmin 3) este o cometă periodică din sistemul solar cu o perioadă orbitală de aproximativ 10,7 ani. A fost descoperită de Grigori N. Neuimin pe 2 august 1929. Această cometă și cometa 53P/Van Biesbroeck sunt fragmente ale unei comete părinte, care s-a scindat în martie 1845.
Se estimează că nucleul cometei are un diametru de aproximativ 2,2 km.